# Caterina Casals i Mirambell
Caterina Casals i Mirambell, coneguda amb el nom artístic Caterina Mirambell, (1822, Barcelona - 7 de gener de 1888, Barcelona) va ser una actriu catalana.

## Biografia
Fou una de les actrius més brillants del teatre català per la seva versatilitat en escena i per les interpretacions en el paper de dona rústica catalana. El 1845 actua al Teatre Nou, a la plaça Reial, i el 1846 apareix a les llistes del de la Santa Creu (més endavant, Teatre Principal). L'any 1849 forma part de la companyia de declamació del Gran Teatre del Liceu, on havia realitzat els estudis. Al novembre, aquest teatre tanca temporalment les seves portes i la companyia passa al teatre Odeon. Allí treballa sota la direcció artística de l'actor Andreu Cazurro.
Reobert el Liceu, apareix com a actriu còmica la temporada 52-53. L'any 1856 treballa al Circo Barcelonés i, dos anys més tard, torna al Liceu i forma part per primera vegada d'una companyia íntegrament d'actors catalans, encara que amb un repertori majoritàriament en castellà. El Circo Barcelonés la contracta l'any còmic 1857-58, i continua en aquest espai teatral fins al setembre de 1870, moment en què s'incorpora al Romea, sota la direcció de Lleó Fontova, i representa obres de Frederic Soler (Serafi Pitarra), Guimerà... Llavors la companyia del teatre Romea era contractada per representar obres en castellà i en català en altres teatres de la capital, motiu pel qual apareix al Liceu (71-72, 72-73 i 78-79), a l'Olimpo (73-74) i al Circo Barcelonés (al maig de 1874).
Durant l'estiu de 1874 actua al teatre Novetats en la companyia castellana de Teodora Lamadrid i Antonio Vico, que representa a Barcelona els èxits que ha obtingut al llarg de l'any a Madrid, i en la companyia catalana, compartint cartell, entre d'altres, amb Carlota de Mena. El mateix succeeix a l'estiu de 1883, quan la companyia madrilenya Valero-Vico ve a Barcelona a representar al Novedades i acaba de completar el seu quadre còmic amb actors i actrius catalans. La bona entesa amb el Romea i amb el seu públic fa que continuï en aquest espai teatral fins al 7 de gener de 1888, quan mor d'un atac d'apoplexia.